# Петро (Петрусь)
Степан Ярославович Петрусь (Митрополит Львівський Петро) — предстоятель Української автономної православної церкви — парафії.

## Життєпис
Народився 11 жовтня 1956 року в селі Волиця Жовківського району на Львівщині..
1982 року закінчив Одеську духовну семінарію, зарахований до кліру Львівсько-Тернопільської Єпархії Українського екзархату РПЦ, і в цьому році був висвячений на священника. З 1982 по 1987 рік служив на парафії у с. Чолгині, Яворівського деканату Львівсько-Тернопільської Єпархії РПЦ. У 1988 році прийняв чернецтво у Свято-Успенській Почаївській Лаврі, і був надалі у сані ієромонаха, а згодом возведений в ігумена і Благочинного Лаври.
Ігумен Петро приєднався до УАПЦ був возведений в сан архімандрита, де 12 квітня 1992 р.у храмі св. Апостола і євангелиста Йоана Богослова м. Києва, був висвячений на єпископа Львівського і Самбірського. У його архієрейській хіротонії брали участь ієрархи УАПЦ: Антоній (Масендич), митрополит Переяславський і Січеславський, Володимир (Романюк) архієпископ Білоцерківський вікарій Київської Єпархії, Роман (Балащук), єпископ Чернігівський і Сумський.
У червні 1992 року перейшов в юрисдикцію створеної тоді Української православної церкви Київського патріархату.
24 грудня 1992 року з благословення Патріарха Мстислава (Скрипника) повернувся у лоно УАПЦ, де ним був наділений титулом архієпископа і призначений на посаду Керівника справами УАПЦ.
На Архієрейському соборі УПЦ КП, що проходив 22-23 січня 1993 року у Києві, архієпископа було відлучено від УПЦ КП, а 9 березня 1993-го позбавлено священного сану.
В УАПЦ його наділили титулом митрополита.
1996 року — був заборонений у священнослужінні та почислений за штат УАПЦ.
30 жовтня 1997 року — пройшов процедуру архієрейського перерукоположення. У його повторній хіротонії брали участь ієрархи УПЦ КП Філарет (Денисенко) — Патріарх Київський і всієї Руси-України і Яків (Панчук) — митрополит Луцький і Волинський.
15 грудня 1997 року — Петро був почислений за штат і виключений з юрисдикції Київського Патріархату.
1999 року — зареєстрував у Львові Українську автономну православну церкву — парафію, яка є однією з наймалочисельніших релігійних організацій України.